# Phryxe nemea
Phryxe nemea là một loài ruồi trong họ Tachinidae.